# Bandik świnionogi
Bandik świnionogi (Chaeropus ecaudatus) – wymarły gatunek ssaka z rodziny bandikowatych (Chaeropodidae), który zamieszkiwał suche i półpustynne stepy Australii. Ostatnie okazy tego gatunku zaobserwowano w latach 50. XX wieku.

## Budowa
Ciało bandika świnionogiego mierzyło od 23 do 26 centymetrów długości, natomiast ogon miał długość od 10 do 15 centymetrów. Zwierzę osiągało masę ciała około 200 g.
Ciało porastał gruby włos. Na grzbiecie miał on kolor brązowopomarańczowy, a na brzusznej stronie ciała szarobiały z odcieniem płowym. Na głowie widniały duże oczy. Czaszka była płaska a szeroka, pysk długi i wąski. Kości nosowe średniej długości. Szeroka była przestrzeń międzyoczodołowa. Łuki jarzmowe w szerokiej swej przedniej części zawijały się przed oczodołami. Podniebienie miało nieregularne otwory i niewielkie bullae, zaokrąglone w kształcie. Pysk liczył liczne siekacze, przy czym piąty był o połowę mniejszy od czwartego. Na kłach badacze zwracają uwagę na zaokrąglony wtórny guzek. Guzek wtórny na czwartym przedtrzonowcu kierował się do tyłu i do wewnątrz, na piątym zaś do tyłu. Trzeci z siekaczy żuchwy też miał guzek skierowany do tyłu. Pierwszy z przedtrzonowców był mniejszy od trzeciego, a najmniejszy z nich był czwarty. Szerokie zęby trzonowe kształt miały niemal kwadratowy. Wydłużone a smukłe uszy sterczące ku tyłowi i nieco zakrzywione do środka porasta cienkie futro.
Na tułowiu samicy znajdowało się marsupium, czyli torba lęgowa, kryjąca 8 sutków. Wbrew epitetowi gatunkowemu ciało bandika świnionogiego wieńczył ogon, co więcej, wyprzedzał on długością ogony innych bandików. Wierzchnią jego stronę pokrywała barwa czarna, spodnią zaś biel.
Kończyny porastało futro szarawo-białe, żółtawe, niedużej długości. Kończyny przednie bandika były długie a smukłe, kończące się dwoma funkcjonalnymi palcami zakończonymi czymś na kształt rozszczepionego świńskiego kopyta, czemu zawdzięcza on swą nazwę. Kończyna tylna kończyła się natomiast jednym tylko funkcjonalnym czwartym palcem uczestniczącym w przemieszczaniu się zwierzęcia, podczas gdy połączone palce drugi i czwarty służyły raczej pielęgnacji futra.

## Systematyka
Gatunek po raz pierwszy zgodnie z zasadami nazewnictwa binominalnego opisał w 1838 roku irlandzki przyrodnik William Ogilby, nadając mu nazwę Perameles ecaudatus. Miejsce typowe według oryginalnego opisu to „nad brzegiem rzeki Murray”; ograniczone w 1988 roku przez australijskich zoologów Jacka A. Mahoneya i Williama Ride’a do „lasu w pobliżu rzeki Murray, na południe od połączenia z rzeką Murrumbidgee między Mitchell’s Camp of Passage a 2nd Camp”, w Nowej Południowej Walii, w Australii. Holotyp jest obecnie najwyraźniej zaginiony (samica odłowiona 16 czerwca 1836 roku przez szkockiego podróżnika Thomasa Livingstone’a Mitchella). Holotyp prawdopodobnie utracił swój ogon w wyniku doznanego uprzednio urazu, ale niewiedzący o tym badacz opisał gatunek jako bezogonowy, nadając mu taki właśnie epitet gatunkowy, czyli ecaudatus. Neotyp wyznaczony przez australijski zespół teriologów (Kenny James Travouillon, Harold Edwin Parnaby i Sandy Ingleby) to częściowy szkielet i czaszka młodego samca o sygnaturze AM PA422 z kolekcji Muzeum Australijskiego; kolekcjoner i data odłowienia nieznana. Podgatunek occidentalis formalnie opisał w 1845 roku angielski przyrodnik John Gould jako odrębny gatunek i nadając mu nazwę Chaeropus occidentalis. Miejsce typowe to Walyormourning w pobliżu Goomallig, około 65 km na północny wschód od Northam, Australia Zachodnia, Australia. Holotyp to skóra i częściowa czaszka samicy o sygnaturze BMNH 44.7.9.22 z Muzeum Historii Naturalnej w Londynie; odłowiony przez angielskiego kolekcjonera i przyrodnika Johna Gilberta.
Bandik świnionogi został w 1997 roku umieszczony w rodzinie jamrajowatych razem z wyłonioną z niej rodziną Thylacomyidae do podrodziny Chaeropodinae przez paleontologów z Amerykańskiego Muzeum Historii Naturalnej, Malcolma C. McKennę i Susan K. Bell. Kształt bandika jest jednak całkiem odmienny od jamrajowatych i Thylacomyidae, a badania molekularne potwierdzają to rozróżnienie. Współcześnie uważa się, że bandik świnionogi stanowił siostrzaną grupę dla reszty jamrajokształtnych i dlatego przypisano go osobnej rodzinie bandikowatych (Chaeropodidae).
Badania genetyczne zaowocowały następującym kladogramem (uproszczono):
|  | Chaeropus ecaudatus |
|  |                     |
|  | Chaeropus yirratji  |
|  |                     |

|  | Isodon    |
|  |           |
|  | Perameles |
|  |           |

|  | Peroryctes                                                     |
|  |                                                                |
|  | \| \| Echymiprea \| \| \| \| \| \| Microperoryctes \| \| \| \| |
|  |                                                                |
|  | Echymiprea                                                     |
|  |                                                                |
|  | Microperoryctes                                                |
|  |                                                                |

|  | Echymiprea      |
|  |                 |
|  | Microperoryctes |
|  |                 |

|  | Isodon    |
|  |           |
|  | Perameles |
|  |           |

|  | Peroryctes                                                     |
|  |                                                                |
|  | \| \| Echymiprea \| \| \| \| \| \| Microperoryctes \| \| \| \| |
|  |                                                                |
|  | Echymiprea                                                     |
|  |                                                                |
|  | Microperoryctes                                                |
|  |                                                                |

|  | Echymiprea      |
|  |                 |
|  | Microperoryctes |
|  |                 |

|  | Chaeropus ecaudatus |
|  |                     |
|  | Chaeropus yirratji  |
|  |                     |

|  | Isodon    |
|  |           |
|  | Perameles |
|  |           |

|  | Peroryctes                                                     |
|  |                                                                |
|  | \| \| Echymiprea \| \| \| \| \| \| Microperoryctes \| \| \| \| |
|  |                                                                |
|  | Echymiprea                                                     |
|  |                                                                |
|  | Microperoryctes                                                |
|  |                                                                |

|  | Echymiprea      |
|  |                 |
|  | Microperoryctes |
|  |                 |

|  | Isodon    |
|  |           |
|  | Perameles |
|  |           |

|  | Peroryctes                                                     |
|  |                                                                |
|  | \| \| Echymiprea \| \| \| \| \| \| Microperoryctes \| \| \| \| |
|  |                                                                |
|  | Echymiprea                                                     |
|  |                                                                |
|  | Microperoryctes                                                |
|  |                                                                |

|  | Echymiprea      |
|  |                 |
|  | Microperoryctes |
|  |                 |

Okazom zaliczanym wcześniej do Ch. ecaudata, znanym z suchej strefy Gór Flindersa (Australia Południowa), środkowej Australii (Terytorium Północne) i pustyń Australii Zachodniej ze współczesnych i subfosylnych szczątków oraz z półwyspu Jork (Queensland) ze skamieniałości plejstoceńskich, nadano w 2019 roku rangę nowego gatunku i nazwano Chaeropus yirratji. Autorzy Illustrated Checklist of the Mammals of the World rozpoznają dwa podgatunki głównie na podstawie danych morfologicznych, ale dostępne są również pewne dane genetyczne.
Podgatunków się nie wyróżnia wedle jednych źródeł, inne podają 2.

### Etymologia
- Chaeropus: gr. χοιρος khoiros ‘świnia’; πους pous, ποδος podos ‘stopa’[18].
- ecaudatus: nowołac. ecaudatus ‘bezogonowy, bez ogona’, od łac. ex- ‘bez, nie’; -caudatus ‘-ogonowy’, od cauda ‘ogon’[19].
- occidentalis: łac. occidentalis ‘zachodni’, od occidens, occidentis ‘zachód’, od occidere ‘ustawić’[20].

## Rozmieszczenie geograficzne
Bandik świnionogi w przeszłości zasiedlał dużą część Australii. Jego zasięg ciągnął się od zachodniej Nowej Południowej Walii, zachodniej Wiktorii i zachodniego Queenslandu poprzez większą część Terytorium Północnego i Australii Południowej aż do Australii Zachodniej. Obecnie nie występuje nigdzie.
Zasięg występowanie w zależności od podgatunku:
- C. ecaudatus ecaudatus – znany ze współczesnych i plejstoceńskich zapisów kopalnych z południowo-zachodniej Australii Południowej, Nowej Południowej Walii i Wiktorii w południowej i południowo-wschodniej Australii.
- C. ecaudatus occidentalis – znany ze współczesnych, subfosylnych i plejstoceńskich zapisów kopalnych z południowej Australii Zachodniej w południowo-zachodniej Australii.

## Ekologia
Bandik świnionogi zasiedlał rozmaite siedliska otwarte. Zamieszkiwał pustynie, tereny trawiaste, ale i zadrzewione. Preferował obszary z trawiastym podszytem. Obecnie nie zajmuje żadnych siedlisk, albowiem wyginął.
Bandik świnionogi należał do wszystkożerców, jednak większą część jego pożywienia stanowiły rośliny. Świadczy o tym analiza zawartości jelit, podobnie jak analizy zębów. Odchody znajdywane przez dawnych przyrodników zawierają głównie pozostałości traw. Z wynikami tymi nie zgadzają się doniesienia pozyskane od miejscowej ludności. Aborygeni australijscy widzieli bowiem w bandiku w dużej mierze owadożercę polującego na prostoskrzydłe, mrówkowate i termity. Jednakże osobniki trzymane w niewoli nie polowały na niewielkie bezkręgowce, jak to czyniły inne jamrajokształtne. Być może bandik świnionogi korzystał z różnych źródeł pożywienia w różnych porach roku i w różnych miejscach.

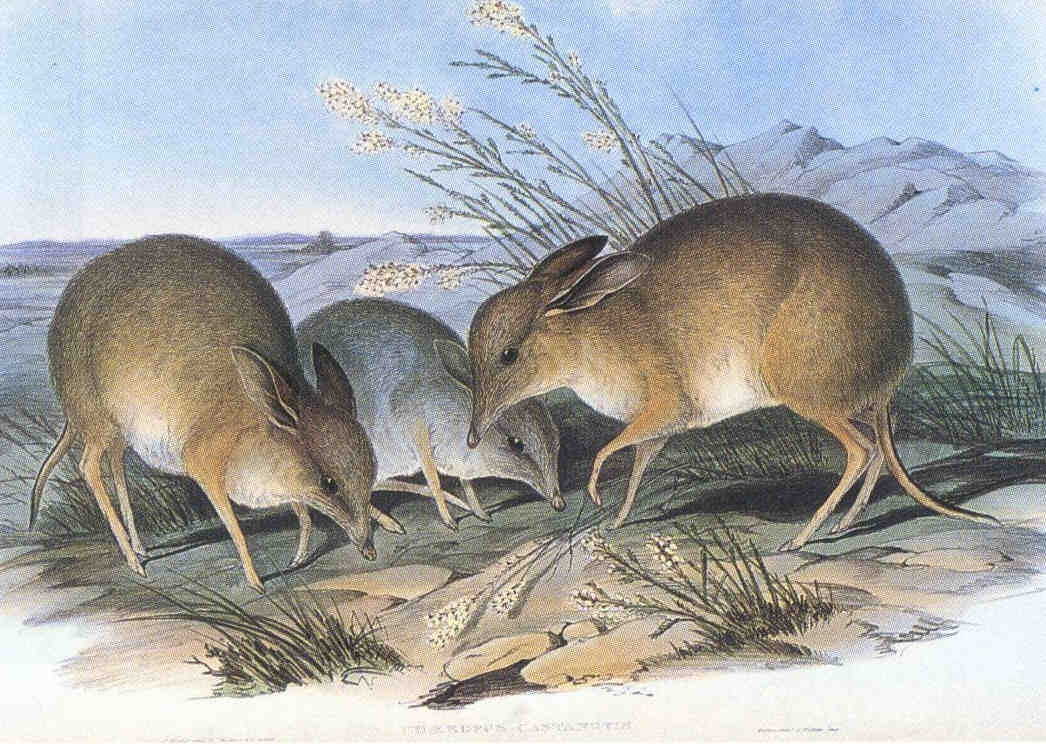
Bandiki świnionogie narysowane przez brytyjskiego badacza Johna Goulda

## Tryb życia

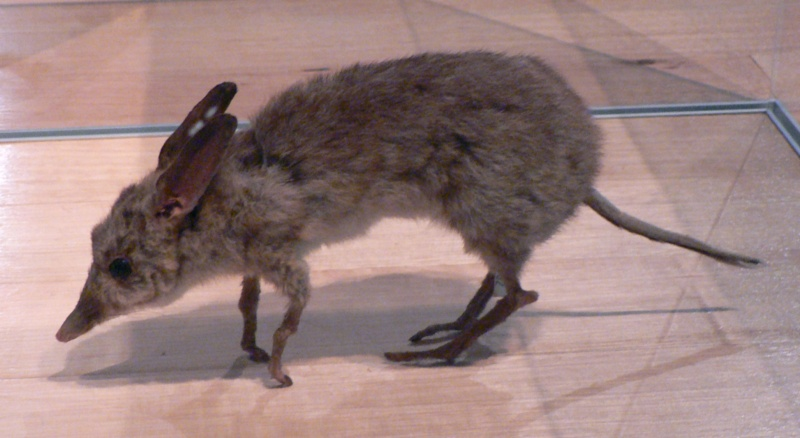
Okaz wypchany w muzeum w Melbourne

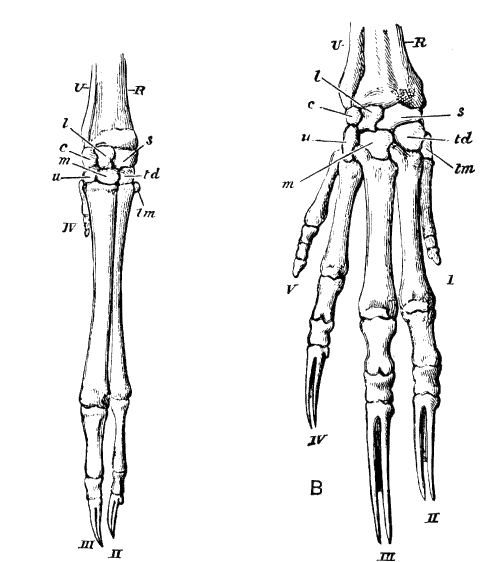
Kości kończyn

Zwierzę wiodło prawdopodobnie nocny tryb życia. Dnie przesypiało skryte w budowanych z kęp traw, patyków i liści gniazdach, w norach wykopanych w piasku czy też w płytkich dziurach pod krzewami. Sprawnie biegał, aczkolwiek opisano go niegdyś jako letargicznego, cwałującego z ciągniętymi za sobą tylnymi łapami. Doniesienia aborygeńskie opisują jednak szybkie ucieczki zaskoczonego wśród traw zwierzęcia.
Cykl życiowy bandika świnionogiego nie został dobrze poznany. Po ciąży matka w maju–czerwcu rodziła prawdopodobnie 1–2 noworodki.

## Zanikanie gatunku

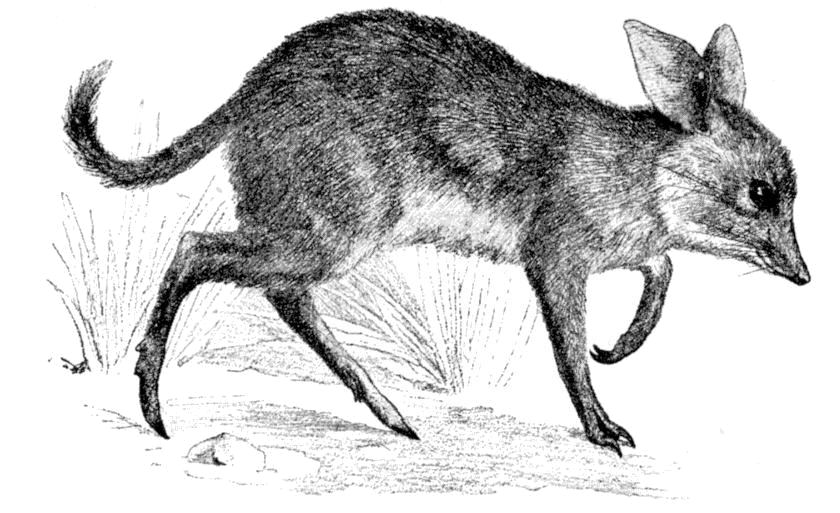
Szkic z 1901 roku

Gatunek cieszył się niegdyś szerokim zasięgiem występowania. Według ustnej tradycji Aborygenów ten gatunek był rzadki jeszcze przed przybyciem Europejczyków na kontynent australijski, a jego populacja bardzo szybko kurczyła się w połowie XIX wieku, gdy po raz pierwszy został odnotowany przez naukowców. W 1857 roku dwa okazy bandików podarowali okoliczni mieszkańcy zoologowi Gerardowi Krefftowi, który towarzyszył w wyprawie Wilhelma von Blandowskiego. Pomimo trudności w zdobyciu żywego okazu, Krefft zjadł jedno ze sprezentowanych zwierząt, za co później przepraszał przy zapisywaniu swoich obserwacji. Tylko kilka okazów zebrano w drugiej połowie XIX wieku, głównie w północno-zachodniej Wiktorii, ale także w suchej Australii Południowej, Zachodniej i Terytorium Północnym. Do początku XIX wieku bandiki świnionogie wyginęły w Wiktorii i południowo-zachodniej części Australii Zachodniej. Ostatnie okazy złapano w 1901 roku. W 1945 roku gatunek zniknął z Australii Południowej i wówczas odnotowano, że jego występowanie ogranicza się do niewielkiego przyczółka w środkowej Australii. Według doniesień Aborygenów bandiki świnionogie przetrwały najpóźniej do lat 50. XX wieku roku na obszarze Pustyni Gibsona i Wielkiej Pustyni Piaszczystej. Za przyczynę wyginięcia uznaje się drapieżnictwo ze strony lisa rudego i kota domowego, sprowadzonych przez człowieka na kontynent.